# Paradise (Cody Simpson)
Paradise è il primo album in studio del cantante australiano Cody Simpson, pubblicato nel 2012.

## Tracce
1. Paradise – 3:16
2. Got Me Good – 2:54
3. Be the One – 2:55
4. Hello – 3:36
5. Tears On Your Pillow – 4:03
6. Wish U Were Here (featuring Becky G) – 3:16
7. I Love Girls – 2:49
8. Back to You – 3:36 (Simpson)
9. Summer Shade – 3:05
10. Gentleman – 3:00

## Classifiche
| Classifica (2013) | Posizione raggiunta |
| ----------------- | ------------------- |
| Australia         | 31                  |
| Canada            | 16                  |
| Stati Uniti       | 27                  |